# Viktor Kaplan
Viktor Kaplan, křtěný Viktor Gustav František (27. listopadu 1876 Mürzzuschlag, Rakousko-Uhersko – 23. srpna 1934 Unterach am Attersee, Rakousko), byl rakouský inženýr a vynálezce Kaplanovy turbíny. Své klíčové objevy učinil na svém působišti na německé technice (dnes VUT) v Brně.

## Život
Viktor Kaplan se narodil jako syn železničního úředníka Karla Viktora Kaplana (1849–1921) a jeho manželky Johanny Elisabethy Leopoldiny, rozené Wustové (1843–1898). Do základní školy chodil v Neubergu and der Mürz a potom pokračoval na reálném gymnáziu ve Vídni. Ještě mu nebylo ani deset, když si vyrobil elektromotorek, zkonstruoval funkční model parního stroje a na řece Mürz vyzkoušel vlastní rukou zhotovené malé vodní kolo. Jako středoškolák se pustil do výroby fotoaparátu.
V letech 1895–1900 vystudoval Technickou vysokou školu ve Vídni, kde studoval stavbu strojů a Dieselových motorů. Po škole strávil jeden rok vojenské služby v Pule, tehdy významné základně rakousko-uherského námořnictva. V roce 1901 začal pracovat ve strojírnách patřících firmě Ganz & Comp v Leobersdorfu u Vídně na spalovacích motorech.
Po dvou letech však odešel na žádost profesora Alfréda Musila (otce Roberta Musila) na německou vysokou školu technickou v Brně, jako konstruktér ústavu nauky o strojích, kinematice a strojnictví. Opustil práci na výbušném motoru a začal se věnovat konstrukci vodní turbíny. 
V roce 1909 byl Kaplan promován doktorem technických věd na Technické vysoké škole ve Vídni a také se habilitoval pro vodní motory na německé Technické vysoké škole v Brně.  Zároveň si téhož roku, 18. července, vzal za manželku vídeňskou rodačku Margaretu Annu Johannu Strasserovou (1884–1973), s níž měl dvě dcery. (Gertraud Karola Antonia Kaplanová a Margaretta Reinfrieda Kaplanová). Roku 1913 se stal vedoucím katedry teorie a stavby vodních motorů. Kaplan zůstal v Brně i po vzniku Československa a roku 1918 byl jmenován řádným profesorem Vysoké školy technické. 
Od roku 1912, kdy přihlásil k patentování svůj první vynález vodní turbíny, měl Kaplan problémy s obhájením 33 dalších patentů, které se k ní vztahovaly. Musel bránit své vynálezy a podstoupit mnoho sporů, které se vlekly až do poloviny 20. let. Po dvanáctiletém právním sporu bylo na základě rozsudku říšského soudu v Lipsku Kaplanovi uděleno 280 patentů ve 27 státech. Patentová agenda a příslušné písemnosti zabraly 14 500 listů, které s pozůstalostí přešly do fondu Technického muzea v Brně. Z velkého psychického vypětí Kaplan v roce 1922 těžce onemocněl a i když se po čase vrátil k pedagogické činnosti, nemoc zanechala stopy na jeho psychické kondici. V roce 1931 na vlastní žádost odešel do předčasného důchodu a usadil se na své venkovské usedlosti Rochuspoint v Unterachu v Horních Rakousích.  V posledních letech života se věnoval realizaci drobných zlepšovacích návrhů a svým zálibám, kterými byly hudba a chov domácích zvířat.
V roce 1926 získal čestný doktorát na Vysoké škole technické v Praze a roku 1934 na Vysoké škole technické v Brně. Druhého čestného doktorátu se však nedožil, neboť zemřel 23. srpna 1934 na mozkovou mrtvici ve svém letním sídle Rochuspoint v Rakousku.
Výročí jeho narození patří od roku 1976 mezi světová kulturní výročí UNESCO. Památník Viktora Kaplana je součástí expozice Vodní motory v  Technickém muzeu v  Brně.

## Dílo

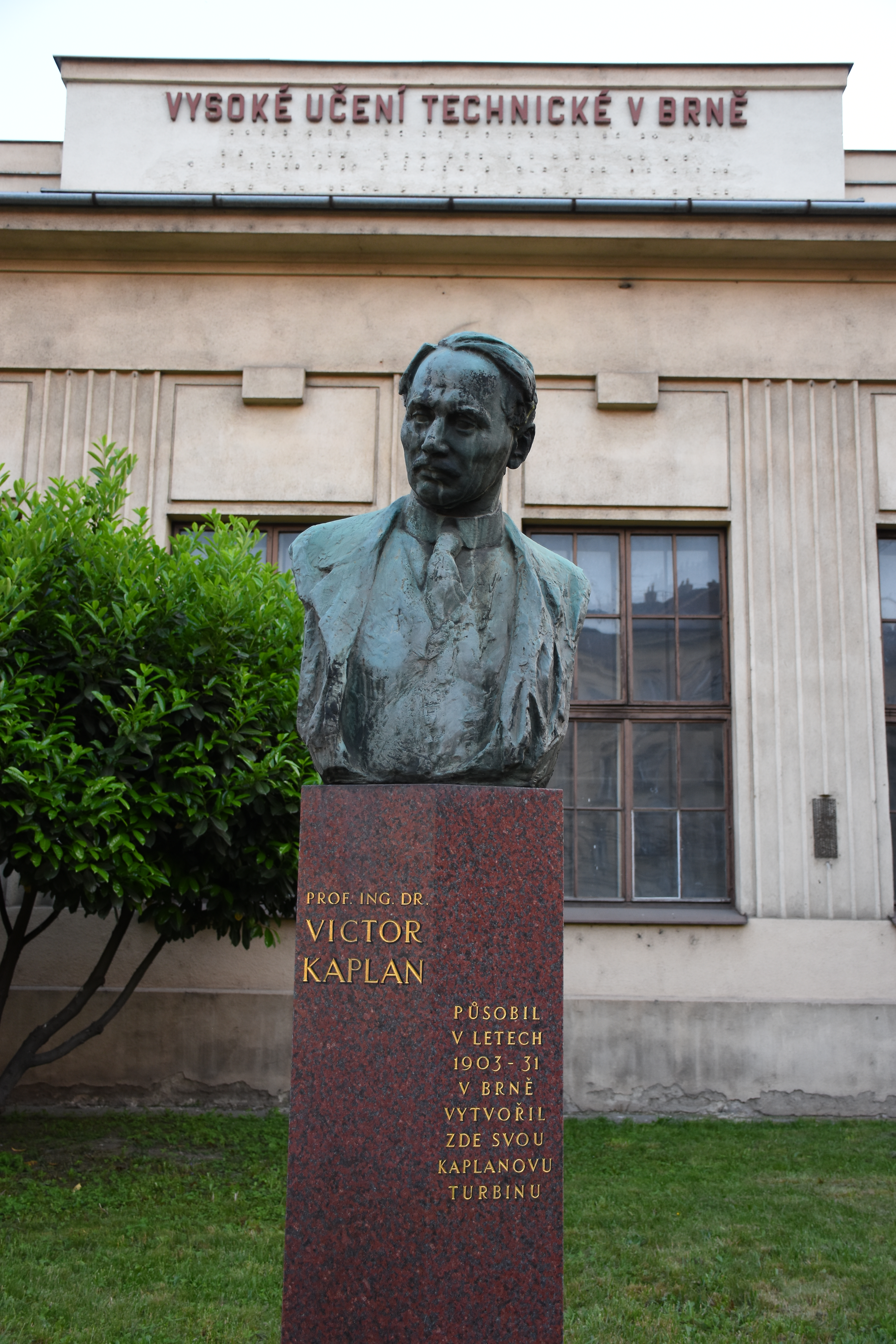
Busta Viktora Kaplana v Brně, před bývalou německou Technickou vysokou školou

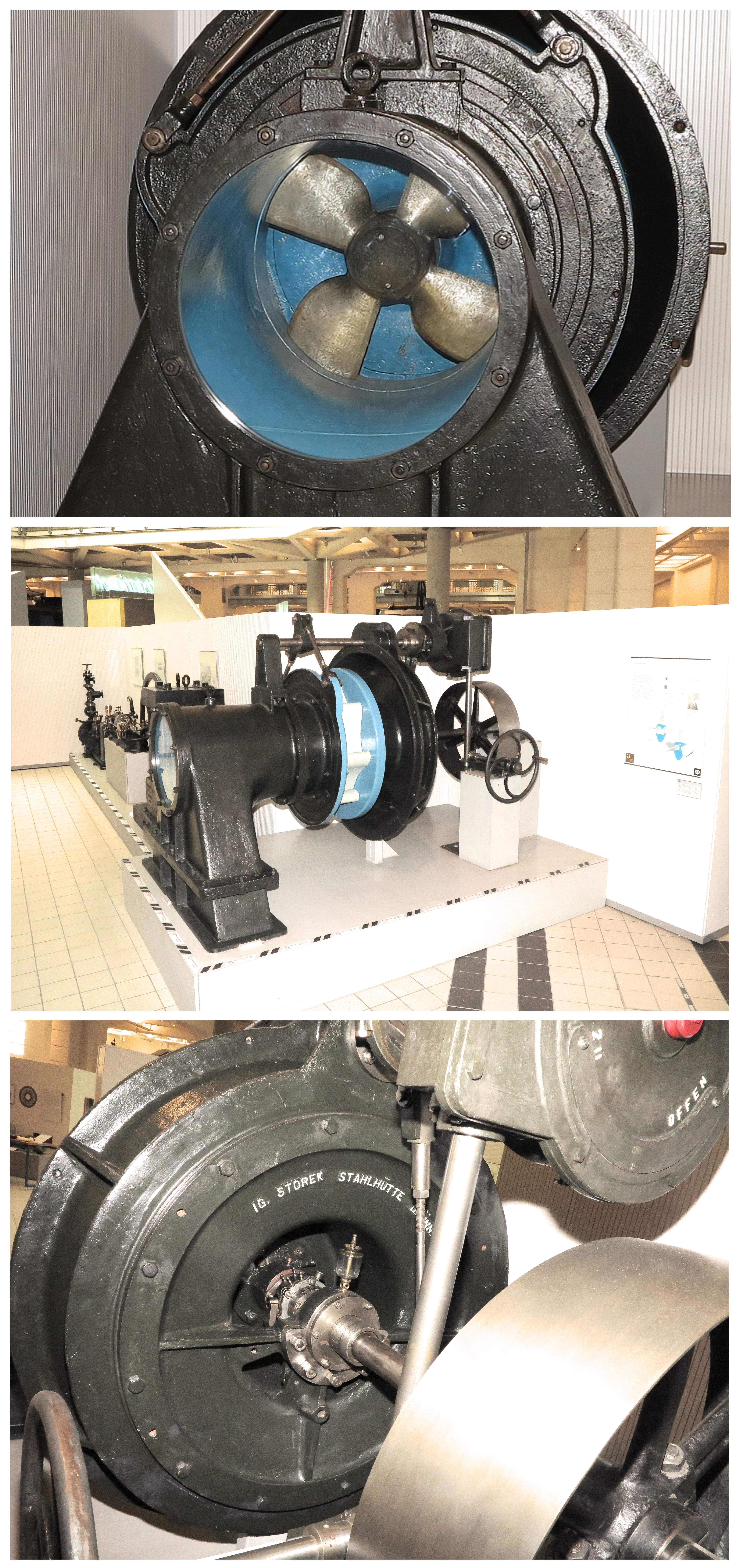
První Kaplanova turbína, Technické muzeum ve Vídni

Kaplan prováděl v Brně množství pokusů, aby popsal nejvhodnější parametry Francisových turbín a modifikoval je pro různé hodnoty průtoků a spádů. Po pěti letech práce shrnul své poznatky v knížce Bau rationeller Francisturbinen–Laufräder und deren Schaufelformen für Schnell–, Normal– und Langsam Läufer. Jeho vynález vodní turbíny s nastavitelnými oběžnými lopatkami, se datuje do roku 1912. Kaplan na ní začal pracovat v roce 1910. Tehdy byla v Brně zřízena za podpory slévárny a strojírny Ignaz Storek vlastněné Heinrichem Storkem laboratoř, ve které prováděl své pokusy. V malé sklepní místnosti pracoval sám nebo se svým asistentem Ing. Jaroslavem Slavíkem. Zde rozšiřoval mezilopatkové kanály Francisovy turbíny, až nakonec dospěl k oběžnému kolu svým tvarem připomínající lodní šroub, ale s natáčivými lopatkami. Natáčením lopatek oběžného kola podle měnícího se průtoku vody se optimálně nastavují nátokové úhly vodního proudu a je tak zachována vysoká účinnost turbíny i při mnohem nižším průtoku.
Objev světového významu nevznikal hladce a narážel na nepochopení a často i odpor firem vyrábějících Francisovy turbíny. Přesto v letech 1912–1914 přihlásil Kaplan postupně k patentování čtyři vynálezy. S příchodem první světové války se vynálezcova situace nijak nezlepšila a patentové spory jej velmi vysilovaly. Dlouhá léta vedl spor se švýcarským expertem Robertem Dubsem nebo americkou firmou Allis Chalmers. Kaplanova turbína se tak dočkala svého patentu až v roce 1920. Ale již v roce 1918 započala výroba turbíny podle Kaplanových návrhů a výpočtů v brněnské továrně Ignaz Storek (dnes Šmeral Brno a.s.). Tato turbína byla uvedena do provozu v roce 1919 v přádelnách ve Velmu (Dolní Rakousy), kde pracovala až do roku 1952. V roce 1931 byly spuštěny čtyři obří Kaplanovy turbíny (průměr 7 metrů, výkon 35 MW) v hydroelektrárně Ryburg-Schwörstadt na řece Rýnu na německo-švýcarské hranici. Celkem zde zhotovili více než 500 kusů turbín. Kromě Československa byly instalovány v Brazílii, Dánsku, Francii, Nizozemsku, Itálii, Belgii a dalších státech.
Technické muzeum ve Vídni získalo první Kaplanovu turbínu do svých sbírek a instalovalo ji v roce 1960 jako technickou památku světového významu před hlavní budovou.

## Ocenění
- V roce 1954 byl Viktor Kaplan oceněn Medailí Rudolfa Diesela.